# Sassaniden
De dynastie van de Sassaniden (Perzisch: ساسانیان), ook Sassanieden en Sasaniden, was het koningshuis in het Perzische rijk van 224 tot 651 n.Chr. De dynastie van de Sassaniden heerste meer dan vier eeuwen over een rijk, dat zich uitstrekte van de Zuidelijke Kaukasus en Centraal-Azië in het noorden tot de Indus in het oosten en de Arabische kant van de Perzische Golf in het zuiden. Ten slotte bezweek Perzië en het hele Midden-Oosten onder de veroveringstochten van de Arabische moslims.
De eerste koning was Ardashir i Pabagan (226-241), opgevolgd door Sjapoer I (241-272). Khusro I (531-579) werd om zijn rechtvaardigheid geroemd. Joden en christenen werden getolereerd in het zoroastrische rijk en Iran groeide uit tot een centrum van kennisuitwisseling tussen oost en west, met name tussen India en Rome. Onder Khusro I bereikte de cultuur in het Sassanidische rijk in geestelijk en materieel opzicht een ongekend hoogtepunt. Yazdgerd III, de laatste koning van de dynastie, werd in 651 vermoord en daarna werd het Sassanidische rijk opgenomen in het kalifaat van de Arabieren.

## Geschiedenis

### Opkomst

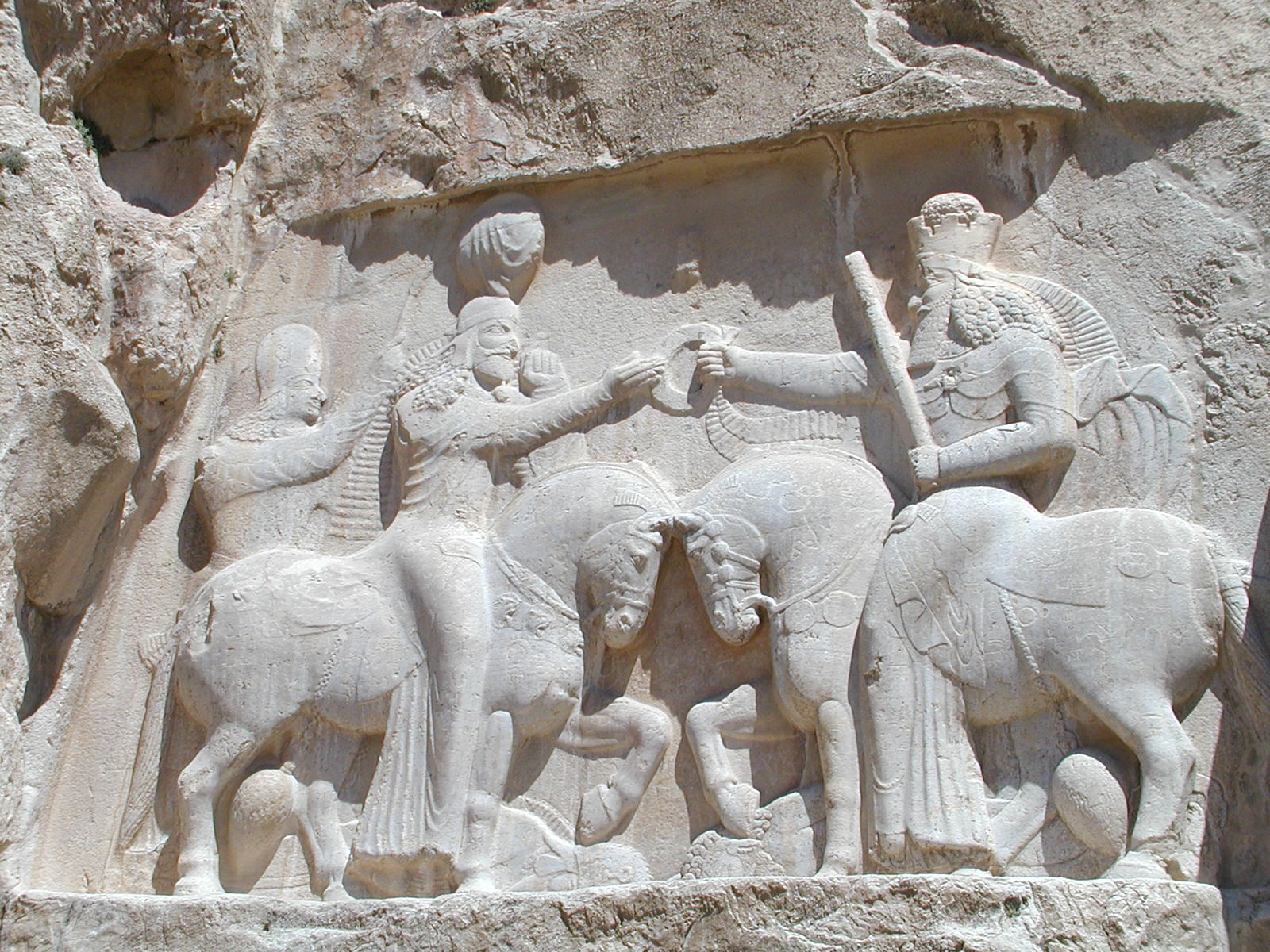
Ardashir I (links) ontvangt de Ring der Macht van de god Ahura Mazda (rechts); bas-reliëf in Naqsh e-Rustam.

Op 24 april 224 versloegen de Sassaniden onder leiding van Ardashir I de laatste Parthische koning in de Slag bij Hormizdegan. Deze veldslag wordt algemeen gezien als de bevestiging van de macht van de Sassaniden. De overwinning van de Sassaniden brak de macht van de toen heersende Parthische dynastie van de Arsaciden.
Ardashir liet zich in 226 tot 'Koning der Koningen' (sjahansjah in het Perzisch) kronen. Onder Ardashir I en Sjapoer I werd begonnen met een reeks expansieoorlogen. Belangrijke steden als Merv en Bactra werden hierbij veroverd. Ook een aanzienlijk deel van het rijk van de Kushana werden opgedeeld in Sassanidische vazalstaten. De uitbreidingen van Shapur I reikten uiteindelijk tot aan de steden van Kashgar en Tasjkent.
Rond de tijd van de opkomst van de Sassaniden was het Romeinse Rijk de dominante macht in het Midden-Oosten; Iran lag aan de oostelijke periferie van de Romeinse macht. De Sassaniden zetten de Romeins-Parthische oorlogen voort. Rond 241 begon Sjapoer I Romeinse gebieden binnen te vallen. Hij veroverde Syrië, Armenië, en steden in Mesopotamië. De Romeinse keizer Gordianus III ondernam in 243 een mislukte poging Syrië terug te winnen. Zijn opvolger Valerianus I verdreef Shapur in 260 ten slotte uit Syrië, maar bij Edessa viel de keizer, die met een kleine delegatie voor onderhandelingen was overgekomen, levend in handen van Shapur. De 65-jarige Valerianus onderging gedurende weken of maanden de verschrikkelijkste vernederingen voor hij uiteindelijk werd terechtgesteld en als opgezette trofee in het koninklijk paleis werd tentoongesteld.
Na zijn overwinning viel Sjapoer Syrië opnieuw binnen, maar ditmaal werd hij verslagen door Callistus "Balista", die als prefect was aangesteld door Gallienus, zoon en opvolger van Valerianus. Het zich terugtrekkende Perzische leger werd opnieuw en in de rug aangevallen door Odaenathus, koning van Palmyra, die de Perzen verdreef en Mesopotamië heroverde.

### Tussenperiode
Onder koning Shapur II werden in de vierde eeuw de steden Nisibis en Singara veroverd en ook grote delen van Armenië geannexeerd. Na diens regering kwam het rijk onder druk te staan door invallen van het oosten van de Hunnen. Hierdoor raakte steden in het oosten ontvolkt en werden er grote sommen aan buit meegenomen door de invallers. In 395 bedreigden de aanvallen zelfs de hoofdstad Ctesiphon. In een poging hun noordgrens te beschermen sloten de Sassaniden hierop een verbond met het Romeinse Rijk. Met Romeinse hulp werden de muren van de stad Derbent verstevigd en een verdedigingsmuur aangelegd in de Darjalkloof om nieuwe aanvallen tegen te houden.

### Gouden periode

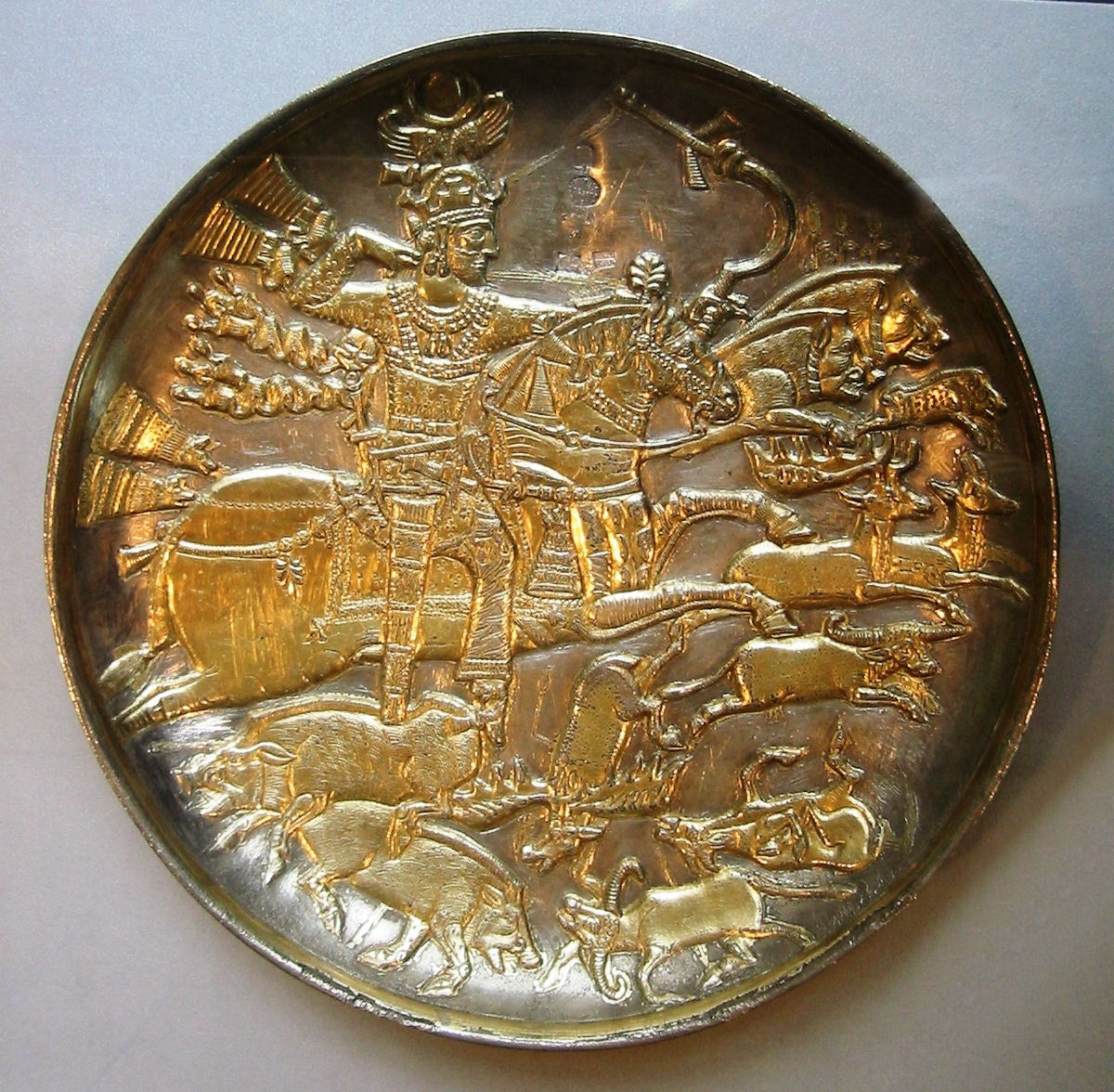
Khusro I in een jachtscène afgebeeld op een zilveren schaal

In de vijfde en zesde eeuw kende het Sassanidische Rijk een periode van toenemende welvaart. De religieuze verdraagzaamheid ging hand in hand met de economische groei. Door de verhoogde belastinginkomsten kon de overheid meer geld besteden aan de infrastructuur wat leidde tot de stichting van vele nieuwe steden. Grootschalige irrigatieprojecten, met name in Khuzestan en Irak, vergrootten de landbouwproductie. Ook vonden er op grote schaal centralisatieprocessen plaats in het rijk.
In 531 volgde Khusro I zijn vader Kavad I op en een jaar na zijn troonsbestijging sloot hij de Eeuwige Vrede met keizer Justinianus I die een einde maakte aan de Iberische Oorlog van 526-532. Vervolgens wist Khusro I in 537 en 538 de Hephtalieten aan zijn oostgrens te verslaan en nadat zijn oostgrens veilig was startte hij in 540 een nieuwe oorlog tegen de Byzantijnen. Ook deze oorlog zou een lange tijd voortslepen en zou aanhouden tot 557.
In 541 brak er een pestepidemie uit die ook in het Sassanidische Rijk om zich heen greep.

### Verval van het rijk
De Byzantijnse keizer Justinus II ging in 572 een verbond met de Gokturken aan tegen de Perzen waarop de oorlog uitbrak. In 574 werd de stad Dara veroverd door de Sassaniden. De oorlog zou uiteindelijk nog veertig jaar doorgaan, maar de kansen keerden zich tegen het Sassanidische Rijk toen Bahram Chobim de macht greep. Khusro II vluchtte hierop naar Constantinopel en deed grote concessies aan keizer Mauricius. De Britse historicus Peter Sarris noemde dit het "Versailles-moment van de zesde eeuw". Met de hulp van de Byzantijnen wist Khusro II betrekkelijk makkelijk zijn troon terug te krijgen, maar de prijs ervoor was hoog geweest.
Door de vele interne opstanden in het Byzantijnse Rijk zagen de Sassaniden hun kans schoon om het gebied dat Khusro II had opgegeven terug te veroveren. Met succes wisten ze de Levant en Egypte aan het rijk toe te voegen en voerden ze oorlog in Anatolië. Hun legers onder Khusro II bereikten zelfs Constantinopel, de Byzantijnse hoofdstad (zie het Beleg van Constantinopel (626)), maar konden de Byzantijnen niet definitief verslaan. Nadat het beleg was opgeheven ging de Byzantijnse keizer direct in de tegenaanval en wist in 627 in de slag bij Ninive de Perzen te verslaan. Na de moord op Khusro in 628 sloot keizer Herakleios met diens zoon Kavad II de vrede.
De Sassaniden moesten volgens de bepalingen van het vredesverdrag met keizer Heraclius al hun veroverd land opgeven en zich terugtrekken. De hoge belastingen die nodig waren voor de langdurige oorlog veroorzaakten opstanden in het imperium. Na de Slag bij Ninive vluchtte Khusro II, maar hij werd gevat en geëxecuteerd (628) door zijn zoon en opvolger Kavad II. De volgende Sassanidische sjahs hadden geen controle meer over het land.

### Val van het Sassanidische Rijk
Na enkele jaren van paleisrevoluties kwam de laatste Sassanidische koning als kind op de troon, Yazdagird III (632-651). Het rijk was totaal uitgeput door de jaren van interne en externe oorlogen. Niet het eveneens verzwakte Byzantijnse Rijk profiteerde daarvan, maar een nieuwe opkomende macht in het Midden-Oosten: het islamitische Arabische Rijk, dat onder leiding van de tweede kalief Ummar Ibn al-Khattab het nog steeds formidabele Perzische leger wist te overwinnen.

## Organisatie

### Vier standen
Sassanidisch Perzië, in tegenstelling tot Parthië, was een hoogst gecentraliseerde staat. De samenleving was aristocratisch en sociale mobiliteit was niet mogelijk. De mensen werden strikt georganiseerd in een kastesysteem, pesag: asronan (priesters), artestaran (militairen), wastaryosan (boeren) en hutuxsan (handwerkers en kooplui). Aan het hoofd van de vier klassen stond de pesag salar. De laagste kasten stonden bloot aan een grote belastingdruk, en zo konden zij gemakkelijk vervallen in horigheid.
De priesters waren verdeeld in mowbedan (hoofdpriesters), herbedan (de priesters die de vuren in de vuurtempels onderhielden), dasturan (theologische experts), dadwaran (rechters) en radan (geleerde priesters). De leider van de mowbeds was de mowbedan mowbed en de herbedan herbed het hoofd van de herbeds. De belangrijkste vuurtempel stond op het priesterlijke landgoed Adur Farrobay. Het zoroastrisme was staatsgodsdienst en bevestigde de sociale deling.
Het leger werd geleid door een Iran-spahbed (generaal van het Iraanse rijk). Onder Khusro I kwamen er vier generaals, een voor elk kwart (kust) van het rijk. De hoogste generaal was toen de artestaran salar. Lokale koningen, sahrdaran en hoge edelen als de wipuhran (prinsen), wuzurgan en azadan (ridders) maakten deel uit van het leger en gaven haar steun. Het leger, spah, was onderverdeeld in aswaran (cavalerie, het belangrijkste deel van het leger) en paygan (infanterie). De paarden waren ook met een wapenuitrusting bedekt. Er was ook een lichte cavalerie en een olifantencorps, pil-banan. De olifanten werden uit India aangevoerd. De oorlogsvloot telde schepen, kastigs, met 100 man per schip. Het leger had een eigen vuurtempel, Adur Gushnasp in Shiz.
Het hoofd van de landbewerkers was de wastaryosan salar. Hun vuurtempel was de Adur Burzenmihr.
De vierde 'kaste' was het grootst. De zoroastrische priesters hielden wat de handwerkers en kooplui betrof er een negatieve kijk op na. De Sogdische kooplui in het noordoosten stonden open voor verschillende religieuze tradities. Christelijke, (nestoriaanse) Perzen waren prominent onder de zijdehandelaren en kolonisten in het Verre Oosten. Het christendom stond positiever tegenover handel en ambacht dan het zoroastrisme. Ook de manicheïsche 'luisteraars', in tegenstelling tot hun 'uitverkozenen', waren ambachts- en kooplieden. De komst en het succes van de islam is mede te verklaren om haar positieve houding ten opzichte van handel, de Profeet was immers zelf een koopman. Onder de handwerkers en kooplui waren Romeinse, Gotische en Mesopotamische vaklieden. Er waren gilden en de Karragbed was de gildemeester. De vierde klasse had geen eigen vuurtempel.

### Religie

#### Zoroastrisme
Na de machtsgreep van de Sassaniden werd de leer van het Zoroastrisme voortgezet ten koste van andere religieuze overtuigingen. Ardashir zette de zoroastrische traditie voort, die vanaf de Achaemenidische tijd in de provincie Persis bestond. De leer van Zarathoestra gaf de heersers tevens een sterk ethisch kader voor het voeren van expansieoorlogen. Ardashir stelde de priester Tosar (Tansar) aan om verspreide leringen, waaronder gesproken tradities, te verzamelen en tot een canon te vormen. Dit gebeurde omstreeks dezelfde tijd dat de heilige teksten van de christenen werden gecanoniseerd. Vernieuwingen werden in de staatsreligie doorgevoerd om eenheid te krijgen zowel in de religie als de natie.
Ardeshirs zoon, Shabur I, verzamelde (ook niet-religieus) materiaal om de Avesta te vormen. Ideeën uit de Griekse en Indiase wetenschappen werden er onder meer in opgenomen. In de Dênkard zijn Aristotelische en neoplatoonse invloeden terug te vinden. En het waren Shabur I en zijn zoon Hormazd I, die Mani alle vrijheid gaven om zijn ideeën uit te dragen. Mani droeg zijn Sabuhragan, geschreven in het Middel-Perzisch, op aan Shabur.
De inspanningen van Kerdir, de hoofdpriester onder Hormazd I en Bahram I, ter bevordering van het zoroastrisme gingen gepaard met onderdrukking van plaatselijke culten en rivaliserende religies. Joden, boeddhisten, hindoes, christenen, Nazareners, Mandaeërs en manicheïsten werden vervolgd en hun tempels aan de eredienst onttrokken. Tijdens deze religieuze vervolgingen vond ook de profeet Mani de dood. Door de veelvuldige onderdrukking van andere religies groeide het zoroastrisme uit tot een staatsgodsdienst en ging het dienen als een extra pijler onder het Sassanidische koningschap.
De heiligdommen die in de zoroastrische staatsreligie een belangrijke plaats innamen waren de chahartaq (vier bogen), een vierkante structuur met een koepel ondersteund door vier hoekpijlers, vaak met een galerij rondom. Onder de koepel van deze zoroastrische vuurtempels werd het gewijde vuur brandend gehouden. Ze zijn overal in Iran te vinden, maar vooral in de provincies Fars, Kerman en Kermanshah. Naast Ahura Mazda werd ook Anahita, als godin van liefde, vruchtbaarheid en overwinning, aanbeden.

#### Manicheïsme
Mani verscheen in de regeringsperiode van Shapur I, die belangstelling had voor verschillende tradities en ook voor Mani's ideeën. Mani ontwikkelde een dualistisch wereldbeeld, gebaseerd op twee ongeschapen principes: goed en kwaad die al voor de schepping van de kosmos aanwezig waren. Zijn religie had christelijke, gnostische en heidense elementen en was met name in de oostelijke provincies populair. Zijn indeling van de wereldgeschiedenis in drie delen zou kunnen berusten op noties uit het zoroastrisme. Mani heeft tevens opvattingen van (latere aanhangers van) Bardaisan in zijn eigen leer verwerkt. De hiërarchische organisatie van zijn kerk is door denkbeelden van Marcion beïnvloed. Er waren veel tegenstellingen tussen het manicheïsme en zoroastrisme: het manicheïsme was anti-materialistisch en op de 'Andere Wereld' gericht, waar het (Sassanidisch) zoroastrisme meer werelds georiënteerd was en het 'goede leven' omarmde, waarin al het schone wat in deze wereld geschapen was het werk was van Ahura Mazda en zijn helpers de Amharspandan (overvloedige onsterfelijken).
Pas toen de zoroastrische leer zich steeds verder had uitgekristalliseerd en andersdenkenden begon te vervolgen en de hoofdpriester Kerdir onder koning Bahram I zelfs tot dadwar (rechter) van het land was benoemd, kwam het tot een directe confrontatie en werd Mani gevangengezet en gedood. De Arabische verovering van Perzië (640- 675) maakte aanvankelijk een eind aan de vervolgingen daar. Onder het regime van de Abassiden vonden in de tweede helft van de achtste eeuw opnieuw vervolgingen plaats. Het gevolg was een nieuwe uitstroom van gelovigen naar Centraal-Azië. Begin zevende eeuw was door vervolgingen het manicheïsme in Europa en Afrika geheel verdwenen. Sogdië werd het nieuwe kerngebied van het nog aanwezige manicheïsme

#### Christendom
Het christendom had, voordat het Oost-Romeinse Rijk het tot staatsgodsdienst verhief, net als het Manicheïsme, een universele kijk op de wereld en universele aspiraties. Maar onder Constantijns heerschappij (306-337) moesten de Perzische christenen kiezen tussen trouw aan de Romeinse keizer of de zoroastrische Koning der Koningen.
Ook het christendom ontkwam niet aan de vervolgingen van de sjahs, vooral in de 4e eeuw toen de Sassaniden tegen de Romeinen vochten.
In de periode van Shapur I (241-272) telde Iran aanzienlijke groepen christenen, met name in Khuzestan en het westen van Iran. Nadat Shapur I Romeins Syria had bezet werden de christenen in groten getale naar het oosten gedeporteerd. Hier droeg hij onwillekeurig bij aan de verspreiding van het christendom naar het oosten waar vele nieuwe kerken en bisdommen werden gesticht. Het overlijden van de Romeinse keizer Constantijn de Grote, die had willen opkomen voor de onderdrukte Perzische christenen, gaf het startsein voor een nieuwe golf van vervolging van christenen onder sjah Shapur II. Shapur II vroeg een dubbele belasting aan de christenen om zijn campagnes tegen de Romeinen te financieren. Door de ineenstorting van het Romeinse Rijk in de vijfde eeuw verbeterde de positie van de christenen en onder de leiding van shah Yazdagird I werd zelfs het eerste concilie in 410 gehouden. Vanaf de 5e eeuw verbleef de Catholikos, de leider van de Perzische Christelijke kerk, in Ctesiphon. Het christendom kwam in de eeuwen die hierop volgde tot grote bloei en tot ver in het rijk waren verschillende (aarts)bisdommen, waaronder Merv, Kashgar en Gondesjapoer.
Op het eiland Kharg is nog een grote kerk, behorend bij een klooster, waarschijnlijk uit de 7e, maar misschien ook 8e of 9e eeuw, bewaard gebleven. Uit deze tijd zijn er ook de Mariakerk en het Thaddeus-klooster (ook bekend als Qara Kelissa, zwarte kerk), beiden in de provincie West-Azerbeidzjan.

#### Jodendom
De Joden, die in het begin meer aandacht kregen en beter behandeld werden, waren een rivaliserende gemeenschap voor de christenen. De Sassaniden waren geïnteresseerd in de verhalen die de Joden in hun Bijbel hadden opgetekend over hun voorouders, de Achaemeniden, zoals het Boek Esther. De Bijbel werd in het Middel-Perzisch vertaald.
Koning Narseh was de zoon van een jodin. En Shishindokht was de echtgenote van koning Yazdagird I, de zoon van Shapur. Shishindokht was de dochter van de Joodse koning 'Resh Galut' (leider van de ballingen) en de moeder van koning Wahram Gur.

### Kunst en wetenschap

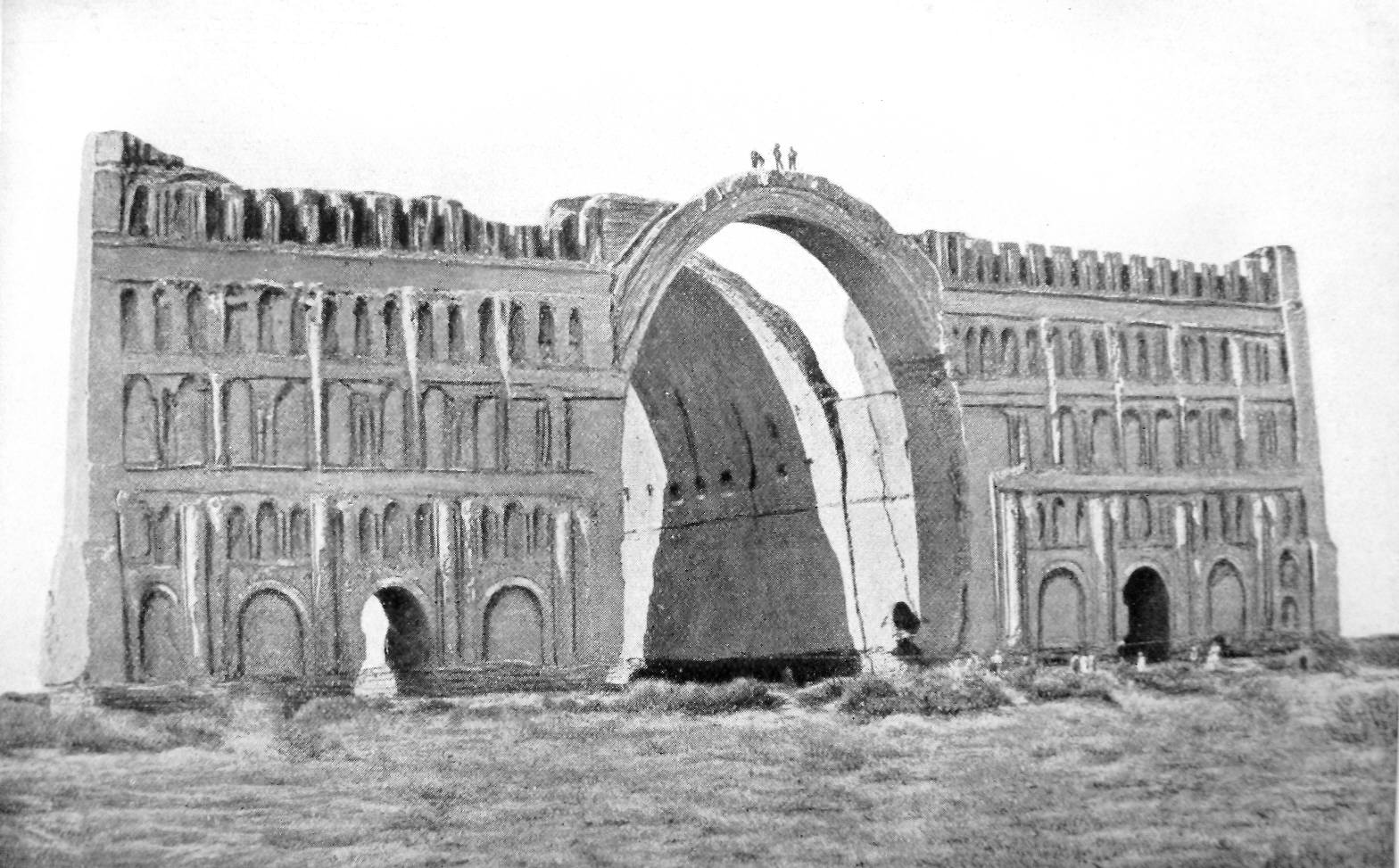
Ruïnes van het paleis in Ctesiphon in 1864

De hiërarchische structuur van de maatschappij is ook weerspiegeld in de kunsten. De niet-religieuze literatuur was een ridder- en hofliteratuur, geschreven in het Pahlavi (Middelperzisch). Ook was poëzie, begeleid door muziek, populair aan het hof. In de beeldende kunsten (beeldhouwkunst, smeedkunst en zijden stoffen) is vaak de koning afgebeeld, die zijn vijanden verslaat. Ook jachttaferelen waren populair. Op sommige reliëfs staan ook musici en courtisanes aan het hof afgebeeld. Aan het hof waren schaken (geïntroduceerd vanuit India), polo en een vorm van tennis populair.
In de architectuur werd verder gebouwd op de bouwkunst van de Parthen, met het gebruik van iwans, als voorhal voor een overkoepelde zaal. Omdat er bij bouwwerken veel gebruikt werd gemaakt van Romeinse krijgsgevangenen, was er ook een invloed van de Romeinse architectuur, vooral bij de bouw van bruggen en aquaducten.
Het Sassasanidische hof trok geleerden uit oost en west aan. De koningen waren geïnteresseerd in de westerse wetenschappen en trokken Griekse filosofen aan.

### Economie
Landbouw was de belangrijkste bron van inkomsten en het merendeel van de bevolking bestond uit boeren. Er was dan ook veel belangstelling voor nieuwe agrarische ontwikkelingen. De Sassaniden waren meesters in het aanleggen en onderhouden van ondergrondse kanalen, qanats en legden op grote schaal irrigatiekanalen aan.
Handel was een andere bron van inkomsten en de Sassaniden speelden een belangrijke rol in de handel met Azië, zowel over land als over zee. Ze hadden controle over de lucratieve Zijderoute, die China met het Middellandse Zeegebied verbond. Ze beheersten de Perzische Golf en de westelijke helft van de Indische Oceaan.

### Steden
Het stichten van een stad werd bij de Sassaniden gezien als een koninklijk privilege. Ardashir I heeft er een aantal op zijn naam staan, zoals Ardashir Khvarreh (tot de roem van Ardashir) in de vlakte van Firuzabad. Deze stad was ca. 2 km in doorsnee, werd door een gracht omringd en had een massieve stadsmuur met vier stadspoorten. Een ander voorbeeld van een ommuurde stad is Bishapur (oude naam Veh-Shabuh, de mooie stad van Shapur), gesticht door Shapur I.

### Architectuur
In de Sassanidische architectuur werden woonhuizen rondom een binnenplaats aangelegd met daarop aansluitend een gewelfde ontvangsthal (ayvan). Er lagen rondom vierkante kamers met een koepel. Dit is nog steeds de standaardindeling voor Iranese woonhuizen.
De officiële delen van de residenties van de adel waren met stucwerk versierd en met felle rode en blauwe kleuren beschilderd. De onderwerpen waren jachtpartijen, banketten, koninklijke figuren, goden, planten, dieren en geometrische ontwerpen. Er kwamen ook mozaïeken voor op muren en plafonds met portretten, tafelscènes met aanliggende gasten, danseressen, muzikanten of kinderen die bloemslingers vlechten.
Voorbeelden van Sassanidische architectuur:
- Taq Kasra
- Paleis van Ardashir
- Takht-e Soleyman
- Tarikhanehtempel

### Infrastructuur
De Sassaniden realiseerden grote infrastructurele projecten, zoals wegen, bruggen, dammen, aquaducten en geavanceerde irrigatiekanalen, zoals we die kennen uit Fars, Khuzestan, Ilam en Kermanshah. Als verdedigingswerk werd in de 5e of 6e eeuw de Grote Muur van Gorgan bij de Kaspische Zee in het noordoosten van Iran aangelegd, tegen de Witte Hunnen. Het is met zijn lengte van 195 km na de Chinese muur de langste verdedigingslinie ter wereld.

### Rotsreliëfs
De meeste rotsreliëfs zijn in Zuid-Iran te vinden, waar de koningen resideerden, maar ook in Taq-e Bostan bij Kermanshah, in Salmas in West-Azerbeidzjan, in Raye in het zuiden van Teheran en in Bhaglan in het noordwesten van Afghanistan. In de periode tussen de 4e en 7e eeuw hebben de Sassanidische koningen geen rotsreliëfs nagelaten. Maar Khosrow II (590-628) pakte de draad weer op met een reliëf in Taq-e Bostan, met Ahura Mazda en Anahita aan zijn zijde. Onder hem staat een ruiter in vol ornaat en boven de ingang van deze grote boog zijn twee engelen afgebeeld. Er zijn in Taq-e Bostan nog twee oudere reliëfs te bewonderen, van Shapur II en Shapur III.

## Koningen van de Sassaniden
- Papak -208, vazal van het Parthische rijk, vorst van Persis
- Shapur 208[21]
- Ardashir 208-241, Koning der Koningen vanaf 226
- Shapur I 241-272
- Hormazd I 272-273
- Varahran I 273-276
- Varahran II 276-293
- Varahran III 293
- Narses 293-302
- Hormazd II 302-309
- Shapur II 309-379
- Ardashir II 379-383
- Shapur III 383-388
- Varahran IV 388-399
- Yazdagird I 399-420
- Varahran V 420-439
- Yazdagird II 439-457
- Hormazd III 457-459
- Peroz 459-484
- Valash 484-488
- Kavad I 488-531 en Zamasp 496-498
- Khusro I 531-579
- Hormazd IV 579-590
- Khusro II 590-628 en Varahran VI Chobin 590-591
- Kavad II 628
- Ardashir III 628-629
- Boran 629-630
- Hormazd V 630-632
- Yazdagird III 632-651.

In 651 werd het rijk van de Sassaniden door het Arabische Rijk veroverd.